# Стряма
Вижте пояснителната страница за други значения на Стряма.
Стряма (изписване до 1945 година: Стрѣма) е река в Южна България – област Пловдив, общини Карлово, Калояново, Раковски и Марица, ляв приток на река Марица. Дължината ѝ е 110,1 km, която ѝ отрежда 24-то място сред реките на България. Стряма е 6-а по дължина река след Тунджа, Арда, Еркене, Тополница и Сазлийка във водосборния басейн на река Марица. Турското име е Гьопса, което представлява трансформация на името на средновековния град Копсис (днешното Аневско кале), разположен в Карловското поле. 

## География

### Извор, течение, устие
Река Стряма извира на 2158 m надморска височина под името Камениница от южното подножие на връх Вежен (2198 m) в Златишко-Тетевенска планина на Стара планина. До град Клисура тече на юг в дълбока долина с голям надлъжен наклон. След това завива на изток и югоизток, навлиза в Карловското поле и протича по южната му част. Тук коритото на реката е широко и плитко. След град Баня завива на юг и образува късия (около 3 km) Стремски (Чукурлийски) пролом между Същинска Средна гора на запад и Сърнена Средна гора на изток. След като излезе от пролома Стряма навлиза в Горнотракийската низина, където течението ѝ е бавно, с широко и плитко корито. При село Иван Вазово част от водите на реката са отклонени изкуствено в така наречената Дълга вада, главен напоителен канал (ГНК), който се влива самостоятелно в Марица. Същинската река Стряма се влива отляво в река Марица на 149 m надморска височина, на 2,3 km южно от село Маноле, Община Марица.

### Водосборен басейн, притоци
Площта на водосборния басейн на реката е 1394 km2, което представлява 2,6 % от водосборния басейн на Марица.
Границите на водосборния ѝ басейн са следните:
- на северозапад – с водосборния басейн на река Тополница;
- на запад – с водосборния басейн на река Пясъчник;
- на север – с водосборните басейни на реките Вит, Осъм и Янтра от басейна на Дунав;
- на североизток – с водосборния басейн на река Тунджа;
- на изток – с водосборните басейни на Брезовска река и река Сребра, ляви притоци на Марица

Основни притоци: → ляв приток, ← десен приток
- ← Пачарезов дол
- ← Дълга река
- ← Върлишница
- → Суходолско дере
- ← Падеш
- → Равна река
- ← Белишница
- → Дериндере
- → Бялата река (Дамлъдере)
- → Ибчедере
- → Кюпдере
- ← Селската река
- → Кюфдере
- ← Татлъдере
- → Манастирска река
- ← Куманица
- → Стара река
- ← Асмадере
- → Бяла река
- ← Каварджиклийска река

Куманица е дере в землището на с. Войнягово, община Карлово протичащо непосредствено в северния край на селото и вливащо се в Стряма. То е десен приток на Стряма от землището на Войнягово, като отвежда водите от северния скат на Средна гора. Има приблизителна дължина от 5 – 6 km и води началото си от местността „Куманова нива“, откъдето е и името му „Куманица“ (в местния диалект „Куман`ца“). То е най-пълноводното от другите три дерета, които също се спускат от северния скат на Средна гора и се вливат в Стряма. Дерето „Светата вода“ се влива в „Куманица“ при местността „Калугерец“, където е било старото село преди около 350 г., а другите две дерета „Варварица“ и „Асмъ дере“ са значително по-маловодни, особено „Асмъ дере“, и се намират доста на юг от селото в края на землището му при границата с това на Михилци.

### Хидроложки показатели
Реката е с дъждовно-снежно подхранване, като максимумът е в периода март-юни, а минимумът – юли-октомври. Среден годишен отток:
- 0,80 m³/s (при Клисура);
- 2,05 m³/s (при град Баня);
- 8,56 m³/s (при Маноле).

В миналото реката често е причинявала големи наводнения в резултат на своите прииждания. Сега цялото ѝ корито в Горнотракийската низина е обезопасено във водозащитни диги, но въпреки това преди няколко години (2008 г.) реката отнесе няколко моста по течението си.
Средният наклон на коритото ѝ е 8%.

## Селища
По течението на реката са разположени 8 населени места – 2 града и 6 села:
- Община Карлово – Клисура, Слатина, Баня;
- Община Калояново – Долна махала, Черноземен, Ръжево Конаре;
- Община Марица – Трилистник, Маноле;

## Стопанско значение
| Стряма и мост над нея близо до селата Богдан и Каравелово |
| Стряма и мост над нея близо до селата Богдан и Каравелово |

В Карловското поле и Горнотракийската низина водите на реката се използват за напояване, като за целта водите ѝ се отклоняват по няколко големи напоителни канала.
По долината на Стряма от град Баня до село Черноземен преминава участък от 19,8 km от второкласен път № 64 от Държавната пътна мрежа Карлово – Пловдив.
В участъка от село Дъбене до село Черноземен преминава и част от жп линията Карлово – Пловдив.
В Стряма обитават предимно мряна, червеноперка и кефал.

## Имена
Античното име на реката на гръцки е Σύρμος, Сирмос или Σύρμας, Сирмас, а на латински – Syrmus, Сирмус. Турското име е Гьопса, което представлява трансформация на името на средновековния град Копсис (днешното Аневско кале), разположен в Карловското поле. Старобългарското име на реката е Стрѣма, запазено като правопис в българския книжовен език до 1945 година. Тъй като горното течение на Стряма е в близост до ятовата граница името има и западнобългарско произношение Стрема. Произношението в местните диалекти, говорени по течението на реката е Сряма.

## Други
На Стряма е наречена улица „Стрема“ в квартал „Надежда I“ в София (Карта).

## Топографска карта
- Лист от карта K-35-37. Мащаб: 1 : 100 000.
- Лист от карта K-35-38. Мащаб: 1 : 100 000.
- Лист от карта K-35-50. Мащаб: 1 : 100 000.
- Лист от карта K-35-62. Мащаб: 1 : 100 000.